# Andrena nigritula
Andrena nigritula is een vliesvleugelig insect uit de familie Andrenidae. De wetenschappelijke naam van de soort is voor het eerst geldig gepubliceerd in 1906 door Cockerell.